# Leon Radzinowicz
Leon Radzinowicz (ur. jako Leon Rabinowicz 15 czerwca 1906 w Łodzi, zm. 29 grudnia 1999 w Haverford) – polski i brytyjski prawnik, kryminolog.

## Życiorys
W 1924 rozpoczął studia w Paryżu, po roku przeniósł się do Genewy, gdzie kontynuował naukę do 1927. Sam nauczył się języka włoskiego, w 1928 studiował pod kierunkiem Enrico Ferriego w rzymskim Instytucie Kryminologii, tam też obronił dyplom. Pierwszą publikacją Leona Radzinowicza był artykuł Della Misure Il problema di sicurezza e l'Evoluzione Moderna del diritto penale („Problem bezpieczeństwa i nowoczesnego rozwoju sankcji karnych” . Od 1928 do 1931 był adiunktem na Uniwersytecie Genewskim, w tym okresie opublikował pięć książek w języku francuskim m.in. La lutte moderne contre le crime („O nowoczesnej walce z przestępczością” , 1930) z przedmową belgijskiego ministra Henry Carton de Wiarta, Le Crime passionel, („Morderstwo w ogniu namiętności” , 1931), a także studium pt. Le problème de la population en France („Problem populacji we Francji” , 1929), w której jako pierwszy zastosował pojęcie „rewolucji demograficznej” (wyprzedził w tej kwestii Adolphe'a Landry'ego). W tym badaniu Leon Radzinowicz posłużył się metodami zaproponowanymi wcześniej przez Karola Marksa. W 1932 powrócił do Warszawy, dwa lata później zmienił nazwisko z Rabinowicz na Radzinowicz i został wykładowcą na Uniwersytecie Warszawskim, równolegle publikował książki o tematyce prawnej i kryminologicznej, m.in. „Podstawy nauki o więziennictwie” (1933). Przed II wojną światową zmienił wyznanie z judaizmu na chrześcijaństwo.
W 1937 Ministerstwo Sprawiedliwości RP skierowało go do Wielkiej Brytanii, aby studiował obowiązujący tam system karny. Po wybuchu II wojny światowej pozostał w Cambridge, wykładał na tamtejszym uniwersytecie, a w 1947 przyjął brytyjskie obywatelstwo. Od 1949 kierował katedrą kryminologii, w 1960 został pierwszym dyrektorem pierwszego w Wielkiej Brytanii Instytutu Kryminologii i zajmował to stanowisko do przejścia na emeryturę w 1972. W 1959 został pierwszym Wolfson Professor of Criminology. Równolegle od 1962 do 1968 wykładał na wydziale prawa Uniwersytetu Yale. W 1970 otrzymał tytuł szlachecki. Ponadto uczestniczył w licznych komisjach szczebla państwowego oraz zajmował liczne stanowiska i był członkiem wielu stowarzyszeń związanych z brytyjskim systemem prawnym. Jedną z największych prac związaną z Wielką Brytanią jest czterotomowa „History of the English Criminal Law and Its Administration from 175”, która ukazała się pomiędzy 1948 a 1968.